# Léo Duarte
Leonardo Campos Duarte da Silva, thường được gọi là Léo Duarte (sinh ngày 17/071996) là một cầu thủ bóng đá người Brasil. Vị trí sở trường là hậu vệ. Mùa giải 2020-2021, Léo Duarte chơi cho câu lạc bộ AC Milan.

## Câu lạc bộ
Hồi nhỏ Léo Duarte tập bóng đá ở câu lạc bộ Desportivo Brasil. Đến năm 2014, anh chuyển sang Flamengo và được đội này đôn lên đội 1 vào năm 2016.
Đến tháng 07/2019, AC Milan bỏ ra 10 triệu Euro để mang Léo Duarte về thi đấu trong 5 năm. Ngày 29/09/2019, Léo Duarte chơi trận đầu tiên cho AC Milan.

## Đội tuyển quốc gia
Léo Duarte chưa từng thi đấu cho đội tuyển quốc gia Brasil ở bất kỳ cấp độ nào.

## Cuộc sống cá nhân
Ngày 23/09/2020, Léo Duarte bị mắc bệnh Covid-19

## Thống kê
As of match played ngày 21 tháng 9 năm 2020.
| Club         | Season       | League       | League | League | Cup  | Cup   | Continental | Continental | Other | Other | Total | Total |
| Club         | Season       | Division     | Apps   | Goals  | Apps | Goals | Apps        | Goals       | Apps  | Goals | Apps  | Goals |
| ------------ | ------------ | ------------ | ------ | ------ | ---- | ----- | ----------- | ----------- | ----- | ----- | ----- | ----- |
| Flamengo     | 2016         | Série A      | 7      | 0      | 1    | 0     | -           | -           | 1     | 0     | 9     | 0     |
| Flamengo     | 2017         | Série A      | 2      | 0      | 0    | 0     | 0           | 0           | 4     | 0     | 6     | 0     |
| Flamengo     | 2018         | Série A      | 33     | 1      | 6    | 0     | 4           | 1           | 6     | 0     | 49    | 2     |
| Flamengo     | 2019         | Série A      | 7      | 0      | 4    | 0     | 7           | 0           | 10    | 0     | 28    | 0     |
| Flamengo     | Total        | Total        | 49     | 1      | 11   | 0     | 11          | 1           | 21    | 0     | 92    | 2     |
| Milan        | 2019–20      | Serie A      | 6      | 0      | 0    | 0     | -           | -           | -     | -     | 6     | 0     |
| Milan        | 2020–21      | Serie A      | 1      | 0      | 0    | 0     | 0           | 0           | -     | -     | 1     | 0     |
| Milan        | Total        | Total        | 7      | 0      | 0    | 0     | 0           | 0           | 0     | 0     | 7     | 0     |
| Career total | Career total | Career total | 56     | 1      | 11   | 0     | 11          | 1           | 21    | 0     | 99    | 2     |